# Бонобо
Бонобото (Pan paniscus), известно още като малко шимпанзе, е вид човекоподобна маймуна, подобна на шимпанзето, но е по-дребно от него. Дължината му е около 60 cm, а теглото може да достигне 45 – 50 kg. Има изпъкнало чело и черно-кафеникава козина. Има черно лице, розови бузи и малки уши. Със своите способности се сприятелява лесно с хората.
На науката става известно едва в 1928 г. Нощува в леговища, устроени високо на 20 – 30 m сред короните на дърветата. В зоопаркове доживява до 20 и повече години.

## Зона на обитаване
Този и застрашен примат се среща единствено в Централна Африка, по-точно непроходимите джунгли на Демократична република Конго, около реките Касаи и Санкуру. Поведението и живота на бонобото са почти сходни с тези на шимпанзето.

## Начин на живот
Забележителното при маймуните бонобо е, че сексът има особено важно място в социалния им живот. Бонобо са единствените животни, освен хората, които са наблюдавани да правят секс лице в лице, орален секс и да се целуват с език. Близък роднина е на шимпанзето и двата вида споделят 98% от човешкото ДНК, което ги прави най-близките животни до човека. Характерното при тях е, че имат по-дълги крайници, издължено тяло и нисък център на тежестта, което им позволява да ходят на два крака.

### Поведение и социална организация
Изследвания върху диви популации на бонобо в Демократична република Конго показват, че женските в този вид често доминират социално над мъжките, въпреки по-малките си размери. Основният механизъм за това е формирането на коалиции – групи от обикновено три до пет женски, които действат съвместно в конфликтни ситуации. В 85% от случаите на коалиционна агресия, насочена към мъжки индивиди, женските успяват да наложат контрол и да се издигнат в йерархията. Сравнителни данни от шест общности показват, че там, където женските си оказват по-голяма взаимна подкрепа, те печелят повече конфликти и заемат по-високи рангове. Интересен е и фактът, че участниците в тези съюзи често не са родственици, нито непременно близки, като обединението им възниква най-често в отговор на мъжка агресия към женските или към техните малки. Това поведение е силно различно от патриархалните структури при шимпанзетата и поставя под съмнение представата за еволюционната неизбежност на мъжкото доминиране при приматите и предполага, че социалната кооперация между женски индивиди може да бъде ефективна стратегия за постигане на власт и защита.
Бонобо проявяват изключително дълга социална памет – способност да разпознават и запомнят други индивиди дори след десетилетия. Според проучване, публикувано през 2024 г. от екип на университета „Джон Хопкинс“, бонобо и шимпанзета, които са били разделени за повече от 25 години, показват ясен визуален отговор и разпознаване на бивши членове на групата си. Това е най-дългата документирана социална памет при животни, изпреварваща известни примери при слонове, делфини и други примати. Способността да се поддържат трайни социални спомени се разглежда като ключов елемент за кооперативното поведение и сложната социална структура на бонобо.

### Домове
Нощуват на примитивни „къщи“, които строят по клоните на дърветата.

### Храна
Хранят се предимно с плодове, листа, орехи и т.н. Също ловуват жаби, мухи, гущери и др.

## Опазване
За да помогне за опазването му, правителството на Конго и базираната в САЩ Инициатива за опазване на бонобо определят голяма защитена територия с площ 30 570 km². Природният резерват Санкуру вероятно е приютил няколко хиляди от тези маймуни – от около 50 000 общо. За да може резерватът да функционира, местните общности са обещали да спрат да убиват бонобите за месо в замяна на помощ за развитие.